# Herbert Blöcker
Herbert Blöcker (né le 1er janvier 1943 à Fiefharrie et mort le 15 février 2014) est un cavalier allemand ayant participé aux Jeux olympiques d'été de 1992 dans l'épreuve du concours complet (en individuel et par équipes). Il y remporte une médaille d'argent et une médaille de bronze.

## Palmarès

### Jeux olympiques
- Jeux olympiques de 1976 à Montréal,  Canada
  -  Médaille d'argent en concours complet par équipes
- Jeux olympiques de 1992 à Barcelone,  Espagne
  -  Médaille d'argent en concours complet individuel
  -  Médaille de bronze en concours complet par équipes